# Джняна-йога
Джня́на-йо́га, джна́на-йога или гья́на-йо́га (санскр. ज्ञान योग, IAST: jñānayoga «путь знания») — один из видов йоги и философии индуизма. В адвайта-веданте совершенством джнана-йоги является осознание единства индивида, или в санскритской терминологии атмана, с безличным аспектом Абсолютной Истины — Брахманом. В адвайте джнана-йога выступает как первичный путь к достижению мокши. Это путь самоосознания, на котором индивид с помощью своего ума отличает реальность от иллюзии и осознаёт своё тождество с Брахманом. Полностью осознав это, индивид достигает стадии мокши.
В своём комментарии к «Бхагавадгите», Шанкара, отражая точку зрения школы адвайта-веданты, описал основное значение джнана-йоги как знание о Брахмане. В дуалистической традиции вайшнавизма известный средневековый философ и основоположник философской системы вишишта-адвайта Рамануджа рассматривал джнану как одну из составных частей бхакти.
В «Бхагавадгите» Кришна объясняет, что джнана заключается в правильном понимании кшетры (поля деятельности, то есть тела) и кшетраджна («знающего поле», то есть души): «Знай же, о потомок Бхараты, что, находясь в каждом из тел, Я также знаю их и что понимание природы тела и знающего тело называется знанием [джнаной]. Таково Моё мнение». Затем Кришна объясняет необходимость осознания разницы между полем деятельности и знающим поле: «Те, кто смотрит на мир глазами знания, кто видит разницу между телом и знающим тело и может найти путь, ведущий к освобождению от рабства в материальном мире, достигают высшей цели».